# Igor' Sokolov
Igor' Aleksandrovič Sokolov (in russo Игорь Александрович Соколов?; 2 gennaio 1958) è un ex tiratore a segno russo, fino al 1991 sovietico.

## Palmarès

### Olimpiadi
- 1 medaglia:
  - 1 oro (Mosca 1980 nei 50 metri bersaglio mobile)